# Rewind, Replay, Rebound
Albums de Volbeat
Let's Boogie! Live from Telia Parken
(2018) Servant Of The Mind
(2021)
Singles
1. Parasite
Sortie : 10 mai 2019
2. Leviathan
Sortie : 15 mai 2019
3. Last Day Under the Sun
Sortie : 13 juin 2019
4. Cheapside Sloggers
Sortie : 18 juillet 2019
5. Pelvis on Fire
Sortie : 26 juillet 2019

Rewind, Replay, Rebound est le septième album studio du groupe danois de heavy metal Volbeat, sorti le 2 août 2019 par Republic Records aux États-Unis et par Vertigo Records et Universal Records en Europe.

## Fiche technique

### Liste des chansons
| No  | Titre                               | Paroles | Musique               | Durée |
| --- | ----------------------------------- | ------- | --------------------- | ----- |
| 1.  | Last Day Under the Sun              |         | Poulsen, Rob Caggiano | 4:47  |
| 2.  | Pelvis on Fire                      |         |                       | 3:05  |
| 3.  | Rewind the Exit                     |         |                       | 4:47  |
| 4.  | Die to Live (avec Neil Fallon)      |         |                       | 3:02  |
| 5.  | When We Were Kids                   |         |                       | 4:36  |
| 6.  | Sorry Sack of Bones                 |         |                       | 3:48  |
| 7.  | Cloud 9                             |         |                       | 4:57  |
| 8.  | Cheapside Sloggers (avec Gary Holt) |         |                       | 3:52  |
| 9.  | Maybe I Believe                     |         |                       | 4:58  |
| 10. | Parasite                            |         | Poulsen               | 0:37  |
| 11. | Leviathan                           |         | Poulsen               | 4:35  |
| 12. | The Awakening of Bonnie Parker      |         |                       | 4:18  |
| 13. | The Everlasting                     |         |                       | 5:50  |
| 14. | 7:24                                |         |                       | 4:06  |

### Membres
Volbeat
- Michael Poulsen : chant, guitare rythmique
- Jon Larsen : batterie
- Rob Caggiano : guitare
- Kaspar Boye Larsen : guitare basse